# Burdżahab
Burdżahab (arab. برجهاب) – wieś w Syrii, w muhafazie Idlib. W 2004 roku liczyła 619 mieszkańców.